# 1899 en littérature
| Années de la littérature : 1896 - 1897 - 1898 - 1899 - 1900 - 1901 - 1902    |
| Décennies de la littérature : 1860 - 1870 - 1880 - 1890 - 1900 - 1910 - 1920 |

Cet article présente les faits marquants de l'année 1899 en littérature.

## Parutions

### Biographies et souvenirs
- Honoré de Balzac (1799-1850) : Lettres à l’étrangère, tome I, (1833-1842).
- Pierre de Ségur, La Dernière des Condé : Louise-Adélaïde de Condé ; Marie-Catherine de Brignole, princesse de Monaco

### Essais
- Le Développement du capitalisme en Russie, critique du populisme, de Lénine.

### Romans
- Thomas Gordéiev, premier roman de Maxime Gorki.
- Résurrection, de Léon Tolstoï.
- Le Jardin des supplices, d'Octave Mirbeau.
- Prométhée mal enchaîné, d'André Gide.
- L'Anneau d'améthyste d'Anatole France.
- La Terre qui meurt, de René Bazin.
- Mademoiselle Cloque, de René Boylesve.
- Jacquou le Croquant, d'Eugène Le Roy, tout d'abord publié sous forme de feuilleton dans la Revue de Paris.
- L'Éveil, de Kate Chopin

### Nouvelles
- Publication sous la forme de feuilleton dans le Blackwood's Magazine de la longue nouvelle Au cœur des ténèbres de Joseph Conrad (éditée au sein d'un recueil en 1902) ;
- La Dame au petit chien d'Anton Tchekhov

### Poésie
- Poésies, recueil de poèmes de Stéphane Mallarmé
- Le Fardeau de l’homme blanc, poème de Rudyard Kipling.

## Théâtre
- Romain Rolland, Danton
- Anton Tchekhov publie Oncle Vania (jouée en 1900)

## Principales naissances
- 17 janvier : Nevil Shute, ingénieur aéronautique, aviateur et écrivain britannique († 12 janvier 1960).

- 23 février : Erich Kästner, écrivain et scénariste allemand, créateur de spectacles de cabaret et auteur de littérature jeunesse († 29 juillet 1974).

- 4 mars : Emilio Prados, poète espagnol († 24 avril 1962).
- 25 mars : Jacques Audiberti, écrivain, poète et dramaturge français († 10 juillet 1965).
- 27 mars : Francis Ponge, écrivain et poète français († 6 août 1988).

- 22 avril : Vladimir Nabokov, écrivain, poète et critique littéraire américain d'origine russe († 2 juillet 1977).

- 24 mai : Henri Michaux, écrivain français d'origine belge († 19 octobre 1984).

- 14 juin : Yasunari Kawabata, écrivain japonais, prix Nobel de littérature en 1968 († 16 avril 1972).

- 21 juillet : 
  - Harold Hart Crane, poète américain († 27 avril 1932).
  - Ernest Hemingway, romancier et nouvelliste américain († 2 juillet 1961).

- 9 août : Pamela L. Travers (pseud. de Helen Lyndon Goff), femme de lettres australienne († 23 avril 1996).
- 24 août : Jorge Luis Borges, écrivain et poète argentin († 14 juin 1986).
- 27 août : Cecil Scott Forester, écrivain britannique († 2 avril 1966).

- 30 septembre : Hendrik Marsman, poète néerlandais († 21 juin 1940).
- 1er octobre : Alekseï Sourkov, poète et écrivain soviétique († 14 juin 1983).

- 2 novembre : Edgar du Perron, poète et écrivain néerlandais († 14 mai 1940).
- 19 novembre : Allen Tate, poète américain († 9 février 1979).

- 16 décembre : Noël Coward, scénariste, compositeur, dramaturge, acteur et réalisateur britannique († 26 mars 1973).
- 18 décembre : Peter Wessel Zapffe, écrivain et philosophe norvégien († 1990)

## Principaux décès
- 10 février : Archibald Lampman, poète canadien (° 1861)

- 14 mars : Émile Erckmann, écrivain français (° 1822)

- 1er mai : Ludwig Büchner, philosophe et écrivain naturaliste allemand (° 1824)
- 16 mai : Francisque Sarcey, critique dramatique et journaliste français (° 1827)

- 7 juin : Augustin Daly, dramaturge et directeur de théâtre américain (° 1838)
- 30 juin : E. D. E. N. Southworth (Emma Dorothy Eliza Nevitte Southworth), romancière américaine (° 1819)

- 18 juillet : Horatio Alger, Jr., écrivain américain (° 1832)

- 27 août : Wendela Hebbe (ou Vendela Hebbe), traductrice, journaliste, poète et romancière suédoise (° 1808)
- 29 août : Catharine Parr Traill, femme de lettres canadienne (° 1802)

- 25 octobre : Grant Allen, romancier et scientifique canadien (° 1848)

- 2 novembre : Anna Swanwick, traductrice et écrivain féministe anglaise (° 1813)